# Грануляційна тканина
Грануляційна тканина — це нова сполучна тканина та мікроскопічні кровоносні судини, які утворюються на поверхні рани під час процесу загоєння. Грануляційна тканина зазвичай росте від основи рани і здатна заповнювати рани майже будь-якого розміру. Приклади грануляційної тканини можна побачити в піогенних гранульомах і поліпах пульпи. Її гістологічний вигляд характеризується проліферацією фібробластів і тонкостінних тонких капілярів (ангіогенез) та наявністю інфільтрації запальними клітин у пухкому позаклітинному матриксі. Народна назва — «дике м'ясо».

## Зовнішній вигляд

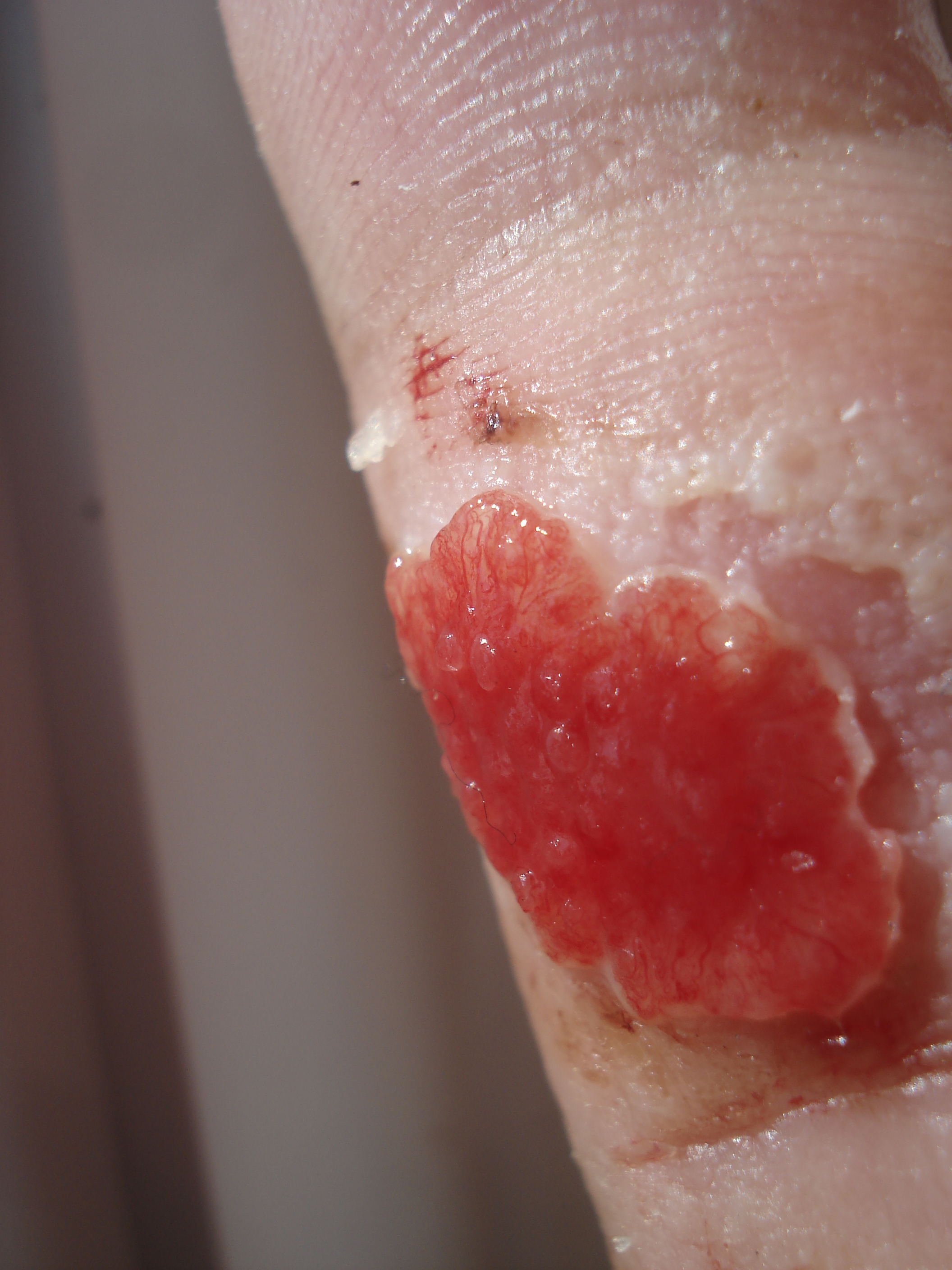
Приклад гіпергрануляції тканини з порізу пальця.

Під час міграційної фази загоєння ран грануляційна тканина є:
- світло-червоною або темно-рожевою, пронизаною новими капілярними петлями або «бруньками»;
- м'якою на дотик;
- вологою;
- горбистою (зернистою) через точкові крововиливи;
- пульсуючою при пальпації;
- безболісною в здоровому стані;[2]

## Структура
Грануляційна тканина складається з тканинного матриксу, що підтримує різні типи клітин, більшість з яких можуть бути пов'язані з однією з таких функцій:
- утворення позаклітинного матриксу;
- робота імунної системи;
- васкуляризація;

Надлишок грануляційної тканини (caro luxurians) неофіційно називають гіпергрануляцією або «диким м'ясом».

### Позаклітинний матрикс

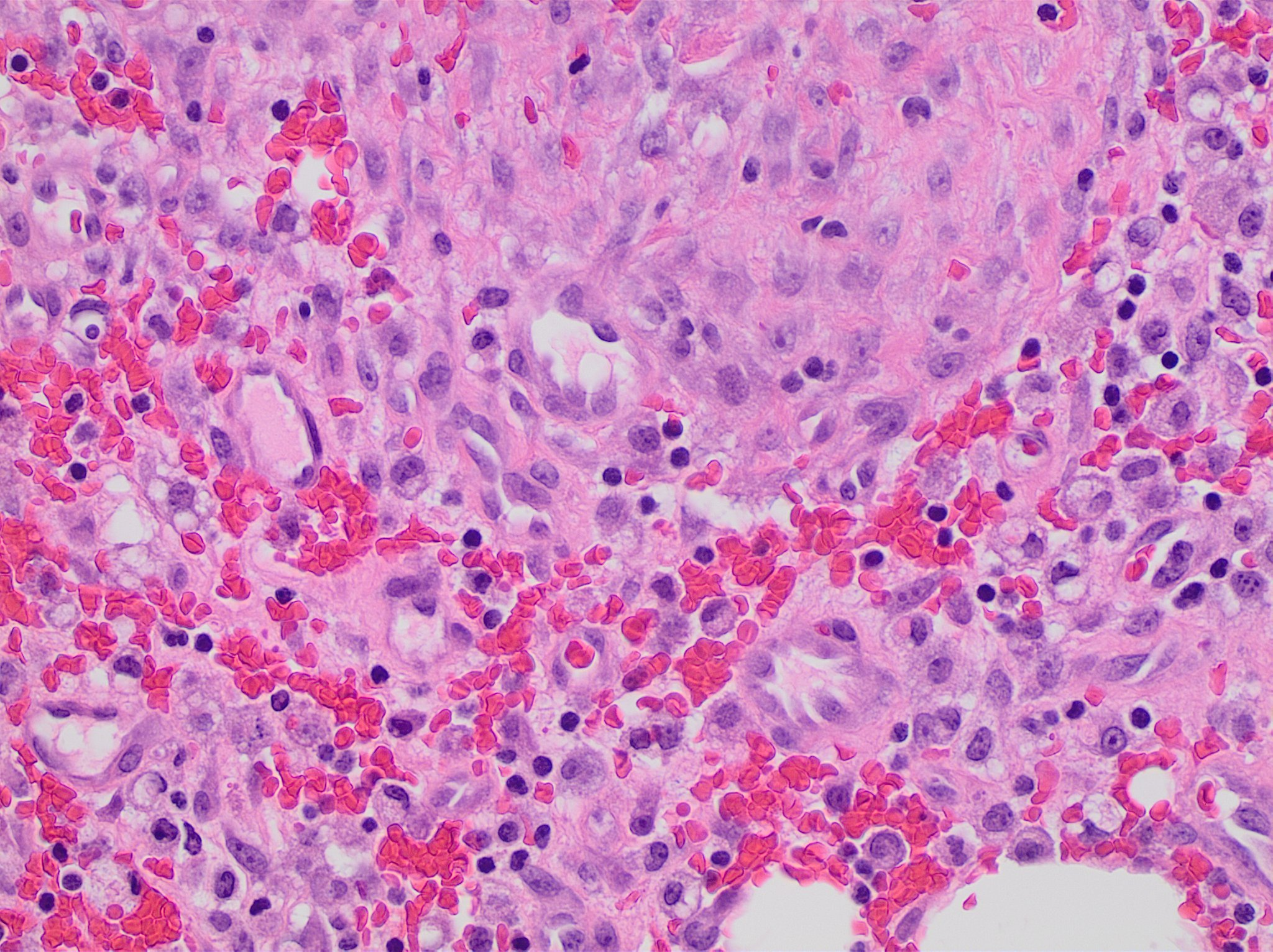
Гістопатологія грануляційної тканини через 11 днів після травми, що показує фібробласти, крововиливи та лімфоцити.

Позаклітинний матрикс грануляційної тканини створюється і модифікується фібробластами. Спочатку він складається з мережі колагену III типу, слабшої форми структурного білка, який може вироблятися швидко. Пізніше він замінюється сильнішим, довголанцюговим колагеном I типу, що складє основу рубцевої тканини.

### Імунітет
Основними імунними клітинами, активними в тканині, є макрофаги та нейтрофіли, хоча присутні й інші лейкоцити. Вони забезпечують фагоцитоз старих або пошкоджених тканин і захищають тканини, що загоюються, від патогенної інфекції. Це необхідно як для сприяння процесу загоєння, так і для захисту від проникнення патогенів, оскільки рана часто не має ефективного шкірного бар'єру, який би виступав як перша лінія захисту.

### Васкуляризація
Необхідно, щоб мережа кровоносних судин була створена якнайшвидше, щоб забезпечити зростаючу тканину поживними речовинами, вивести клітинні відходи та транспортувати нові лейкоцити в цю область. Фібробласти, основні клітини, які створюють грануляційну тканину, залежать від кисню для проліферації та укладання нового позаклітинного матриксу.
Під час васкуляризації, яка також називається ангіогенезом, ендотеліальні клітини швидко проростають у тканину зі старих інтактних кровоносних судин. Вони систематично розгалужуються, утворюючи анастомози з іншими судинами.

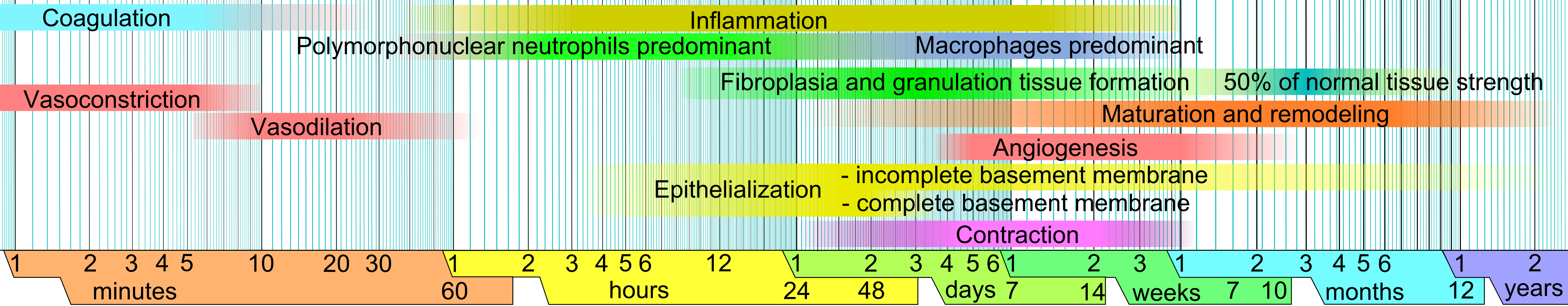
Приблизний час різних фаз загоєння ран із значними варіаціями залежно від розміру рани та умов загоєння. Утворення грануляційної тканини видно в зеленій рамці через кілька днів або тижнів.